# Alkonost

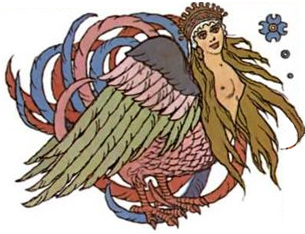
Alkonost în reprezentarea lui Ivan Bilibin

În mitologia slavă, Alkonost este „pasărea paradisului”, încarnare a lui Horus, Zeul-Soare. Este o pasăre miraculoasă, cu chip uman. Ea își depune ouăle pe malul mării, apoi le aruncă în apă, calmând marea pentru șase sau șapte zile; după această perioadă ouăle eclozează, iar pe mare se iscă o furtună. Alkonost are o voce foarte frumoasă; cine o aude vreodată, uită tot ce știe și tot ce speră.

## Imagini

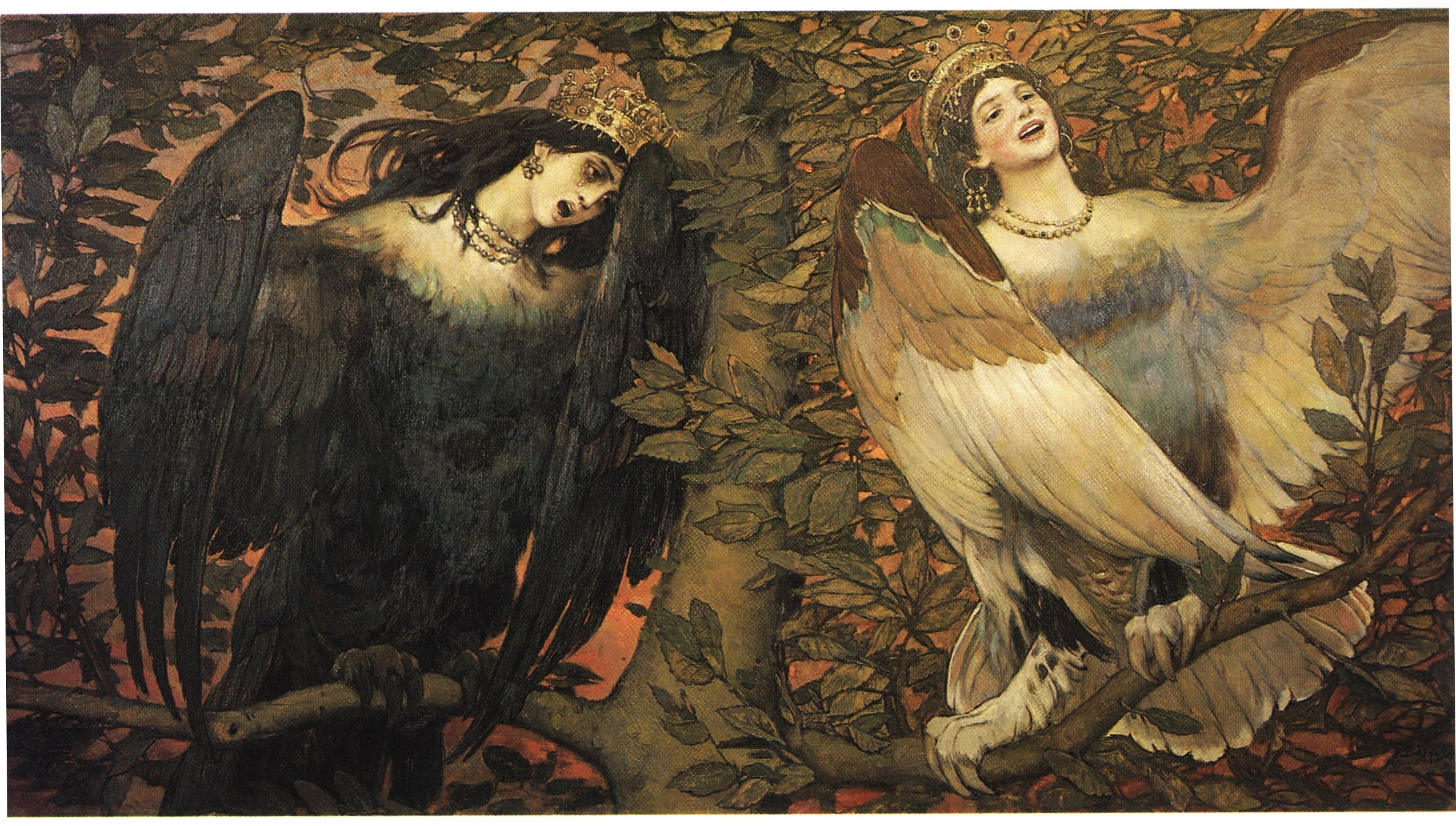
Victor Mihailovici Vasnețov, „Sirin și Alkonost. Pasărea bucuriei și pasărea tristeții”
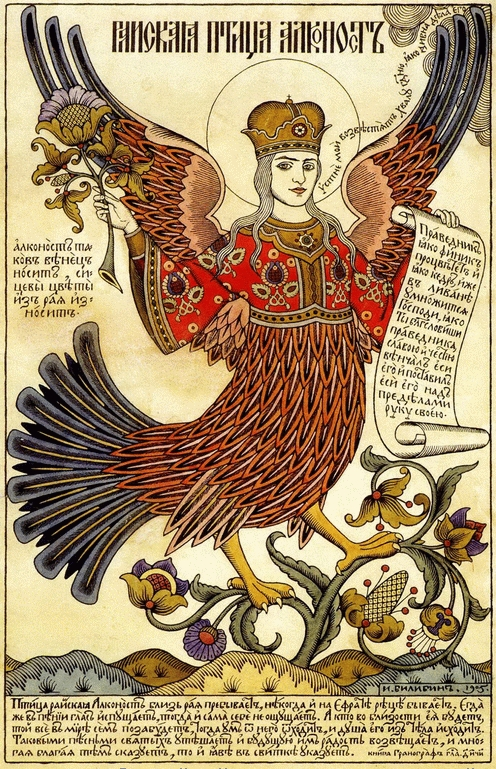
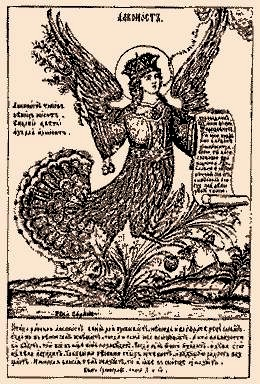
Carte poștală din 1908
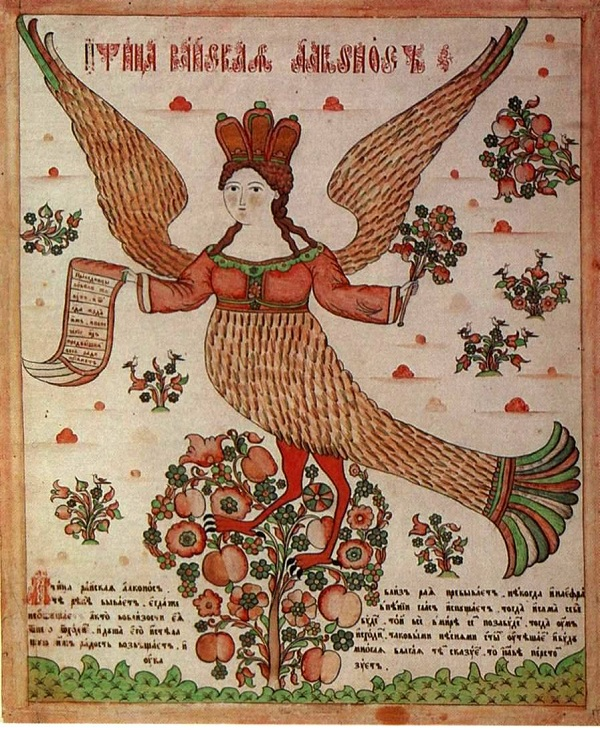
Lubok rusesc din secolul al XIX-lea